# Novi Vinodolski
Novi Vinodolski város és község (járás) Horvátországban, Tengermellék-Hegyvidék megyében.

## A község (járás) települései
Közigazgatásilag Bater, Bile, Breze, Crno, Donji Zagon, Drinak, Gornji Zagon, Jakov Polje, Javorje, Klenovica, Krmpotske Vodice, Ledenice, Luka Krmpotska, Novi Vinodolski, Podmelnik, Povile, Ruševo Krmpotsko, Sibinj Krmpotski, Smokvica Krmpotska és Zabukovac települések tartoznak hozzá.

## Fekvése
A horvát tengerpart északi részének közepén, Crikvenicától 10 km-re délkeletre, a Velebit-csatorna partján fekszik.

## Története
A régészeti leletek tanúsága szerint már az időszámításunk előtti időben is éltek itt emberek. Ezt bizonyítják a Zagora területén levő Peć barlangban előkerült maradványok. A vidék első ismert lakói az i. e. 4. századtól az illírek egyik törzse, a japodok voltak, majd a hajózásban és hajóépítésben jártas liburnok népe birtokolta a területet, akik élénk kereskedelmet folytattak a görögökkel. A római korban a Vinodoli völgy („Vallis vinearia”) fontos szerepet töltött be. Itt haladt át az itáliai Aquileiából a tengerpart mentén Zengg (Senj) felé haladó kereskedelmi út. A völgyben, melynek fő termékei a bor és az olívaolaj volt élénk gazdasági élet folyt. A szlávok 600 körül jelentek meg először a közeli Isztrián az Adria partjain. A Vinodolban feltárt horvát temető a horvátok igen korai letelepedéséről tanúskodik. A leletek az Isztriai-félszigettől Dalmáciáig települt korai horvát falvak mindennapi életéről tanúskodnak. Novi a 9. században Borna fejedelem horvát államának a része lett és egészen az utolsó horvát nemzeti király Zvonimír uralkodásának végéig a Horvát Királyság része maradt. A 11. és 12. század fordulóján Horvátországgal együtt a Magyar Királyság része lett. 1223-ban adományozta egész Vinodolt (˝totam terram Wynodol˝) II. András magyar király érdemiért Frangepán II. Vidnek, melyet 1251-ben fia IV. Béla is megerősített. Novi helyén már a kora középkor óta egy Lopar nevű erődített település állt. Mivel ez az erősség kicsinek, kényelmetlennek és kevéssé biztonságosnak látszott egy alkalmasabb helyen az Osap hegy alatt a Suha Ričina torkolata felett egy kisebb magaslaton a Frangepánok felépítették Novi várát.
A Vinodoli Hercegség (Knežija Vinodol) tíz közigazgatási egységre oszlott, melyek központjában Grobnik, Trsat, Bakar, Hreljin, Drivenik, Belgrad, Bribir, Novigrad és Ledenice várai álltak. Fejlődését a termékeny völgy és az azt körülvevő hatalmas erdők gazdagsága biztosította. A vinodoli városok saját kikötőket építettek ki, melyeken keresztül élénk gazdasági kapcsolatokat tartottak az Adria partjának nagyobb városaival. A (15. század első felétől Frangepánoknak nevezett) vegliai hercegi család Novit különösen megerősítette és a hercegség székhelyévé tette. Noviban egy európai mércével is nagy jelentőségű történelmi esemény történt. A család hűbéri viszonyainak megszilárdítására 1288. január 6-án Noviba hívták össze a völgy tíz közigazgatási egységének képviselőit, hogy megalkossák a Vinodol életét szabályzó törvényi előírásokat. Írásba fektették a régi közösségi élet szabályait, melyeket új előírásokkal egészítettek ki, egyúttal szabályozták a hűbéri viszonyokat és a hűbérúr iránti kötelezettségeket. Ezeknek a normáknak az összessége a glagolita betűkkel tengermelléki ča nyelvjárású horvát nyelven íródott „Vinodoli törvénykönyv” egyúttal az egyik legrégibb horvát nyelvemlék, a középkori horvát jogalkotás mesterműve. A dokumentum megnevezi Novinak a gyűlésen részt vevő képviselőit is: Črna ispánt, Petar plébánost, valamint Vukonja Pribonja, Banac Saražin és Bogdan Vučinić kapitányokat. A törvénykönyv beszél Novinak a központi szerepéről és leírja a város környékét is.
Novi jelentőségét nem csak az adta meg, hogy itt tartózkodott a herceg és udvartartása. Noviban és a közeli Selcén sólepárlótelep is működött, mely a középkorban kiemelkedően nagy jövedelmet jelentett. A város gyors ütemben fejlődött, házai már a falakon túl is terjeszkedtek és több csoportot alkottak Varoš néven Placa, Sv. Trojica és Brdašac, valamint Šćedina, Kras, Mel és Lukavica körül, a 15. századra azonban mind beleolvadtak Novi városba. A 14. században az ókeresztény bazilikák stílusában felépült a plébániatemplom, valamint a Szentháromság, Szent Fábián és Sebestyén vértanúk tiszteletére szentelt gótikus templomok. Amikor 1432-ben meghalt Frangepán Miklós a család első tagja aki hivatalosan is a Frangepán nevet viselte a Frangepánok Horvátország leggazdagabb és leghatalmasabb családjává emelkedtek. A birtokok a család nyolc ága között oszlottak meg. Novi Bribirrel, Kotorral, Bakarral és Trsattal Frangepán Márton uralma alá került és ezzel Novi kezdte elveszíteni korábbi központi szerepét. Frangepán Márton az Osapra pálos szerzeteseket hívott, akik felépítették kolostorukat. Az addigi viszonylag békés időket viharos századok váltották fel.
1479-ben fegyveres rajtaütéssel Novit elfoglalta Frangepán Márton nagyravágyó testvére Frangepán VII. János, de gyorsan visszafoglalták Hunyadi Mátyás hadai és újra megerősítették kiváltságait. Még ebben az évben nagy csapás érte a Frangepánokat, amikor Velence tartva Mátyás támadásától Frangepán Jánost a Krk sziget átadására kényszerítette. Néhány évvel ezután pedig a Vinodoli Hercegség területe is szétszakadt, amikor Trsatot a Magyar Királyság elveszítette és Habsburg uralom alá került. A növekvő török veszély hatására 1493-ban Novit is meg kellett erősíteni. 1493. szeptember 9-én a Hadum Jakub boszniai szandzsákbég serege a korbávmezei csatában nagy vereséget mért Derencsényi Imre horvát bán rosszul felfegyverzett, főként felkelőkből álló horvát seregére, majd ezt követően Modrust is feldúlta. Noviba menekült a modrusi káptalannal együtt Kristóf modrusi püspök, ahol nemsokára meg is halt. Kristóf püspök ideérkeztével Novi püspöki székhely, plébániatemploma pedig püspöki székesegyház lett. Novi akkor gazdagságáról számos korabeli relikvia mesél, köztük egy aranyozott 14. századi Szűzanya szobor, szentségtartó és 15. századi glagolita feliratok. Az 1494-ből származó „Novi breviárium” az egyik legrégibb ilyen írásos emlék ezen a területen. A hatalmas könyvet Márton grobniki pap írta az osapi pálos kolostor számára és benne található a leghitelesebb leírása az előző évi korbáviai csatának, a horvát nemesség és az ország széthullásának. Ezt követően bár a Frangepánok a várost többször is megerősítették a török 1527-ben mégis elfoglalta, felgyújtotta és lakosságának egy részét rabságba hurcolta. Bár a várost a törökdúlás után újjáépítették régi jelentőségét és erejét többé már nem nyerte vissza.
A 16. század második felében a bonyolult családi kapcsolatoknak köszönhetően rövid ideig a Zrínyiek uralma alá tartozott, majd visszatért a Frangepánok trsati ága. A Novitól Trsatig terjedő terület Bakar központtal volt a Zrínyieké és uralmuk alatt a Vinodolnak ez a része olyan gazdasági fejlődésen ment át mint korábban a Frangepánok idején évszázadokig soha. Közben egyre nagyobb méreteket öltött az uszkók probléma. Az uszkókok eredményes kalóztámadásokat hajtottak végre a török hajók ellen, azonban a török előrenyomulás következtében Klissza vidékéről egyre északabbra, Zengg környékére szorultak. A Zrínyiek és a Frangepánok nem akartak fellépni ellenük, de amikor a velencei és osztrák hajókat is fosztogatták egyre kényelmetlenebbé váltak. Végül Velence elégelte meg tevékenységüket először. 1598-ban, 1613-ban és 1615-ben is nagyarányú támadást intézett ellenük, mely során lerombolta az osapi pálos kolostort is. Két évvel később Madridban az uszkókok kitelepítése mellett döntöttek, de Novi térségében tovább tartott a békétlenség, melyet csak a 17. század közepe előtt sikerült a Frangepánoknak lecsendesíteni. A Frangepánok uralma 1671-ben tragikus véget ért, mivel a család utolsó sarját Frangepán Ferenc Kristófot a Wesselényi-összeesküvésben való részvétele miatt Bécsújhelyen felségárulás címén Zrínyi Péterrel együtt kivégezték. Frangepán Kristóf elkobzott birtoka, a magyar, majd az osztrák kincstár tulajdona lett. A település 17. század végére heverte ki a megpróbáltatásokat és ismét a falakon kívülre terjeszkedett. A 18. században a plébániatemplomot barokk stílusban építették át és felújították a kastélyt is. Helyreállították régi utakat és újak is épültek Zengg és Fiume irányába. 1763-ban a novi uradalomban 210 háztartást számoltak össze, ebből 6 nemesi, 11 szabad, 63 kézműves és 130 jobbágyház volt. A 18. század második felében Novit visszacsatolták Horvátországhoz a Mária Terézia által 1777-ben kialakított, de csak 1786-ig létezett Szeverin megye részeként, majd ennek megszüntetése után a Magyar tengermellék („Litorale Hungaricum”) része lett. A 19. század elején francia megszállás alá kerülve az Illír tartományok része lett, 1813-tól ismét Ausztriáé, majd 1822-ben visszakerült a magyar koronához. A 19. század második felében a fiumei kormányzó igazgatta. 1875-ben bírói, 1886-ban járási székhely lett. 2002-ben a község 5282 lakosából 4775 horvát és 161 szerb volt. 2011-ben a városnak 3988, a községnek összesen 5131 lakosa volt.

## Lakosság
| Lakosság változása | Lakosság változása | Lakosság változása | Lakosság változása | Lakosság változása | Lakosság változása | Lakosság változása | Lakosság változása | Lakosság változása | Lakosság változása | Lakosság változása | Lakosság változása | Lakosság változása | Lakosság változása | Lakosság változása | Lakosság változása |
| ------------------ | ------------------ | ------------------ | ------------------ | ------------------ | ------------------ | ------------------ | ------------------ | ------------------ | ------------------ | ------------------ | ------------------ | ------------------ | ------------------ | ------------------ | ------------------ |
| 1857               | 1869               | 1880               | 1890               | 1900               | 1910               | 1921               | 1931               | 1948               | 1953               | 1961               | 1971               | 1981               | 1991               | 2001               | 2011               |
| 2369               | 2649               | 2791               | 2570               | 2552               | 2405               | 2285               | 1919               | 1505               | 1956               | 2075               | 2671               | 3343               | 3851               | 4119               | 3988               |

## Nevezetességei
- A Frangepán-várkastély[5] építési ideje ismeretlen, de a vinodoli törvénykönyv születésekor 1288-ban már a család tulajdonában volt és maradt egészen 1671-ig. Frangepán Ferenc Kristóf kivégzése után birtoklása a magyar kamarára szállt. 1685-ben a kamara Rigoni Ferenc bárónak adta bérbe. Ez alkalommal leírták a belsejét is melyből kiderül, hogy földszintjén pincék és raktárak voltak, még a pálosoknak is volt itt raktár helyiségük. 1692-ben a magyar kamara az összes volt Zrínyi és Frangepán tengermelléki birtokot ötszázezer forintért az osztrák kamarának adta át. Így Novi is az osztrák kamara igazgatása alá került. 1749-ben újra változtak birtokosai, egész pontosan a ljubljanai (Laibach) székhelyű „Banco-Gefôöhlen Administration in Herzogthum Krain und Litorale Austriaticum” birtoka lett. 1761. augusztus 3-án a magas fenntartási költségek miatt a bank az épület kétharmadának lebontására tett javaslatot a bécsi udvarnak, míg egyharmad részét beboltozva lakókastélynak építtette át lezárva ezzel a főtér nyugati oldalát. Így megcsonkítva nyerte el a kastély a mai formáját, melyet a 20. század elején megújítottak. Leglátványosabb megmaradt része a csipkézett oromzatú négy emelet magasságú négyszögletes torony („Kula Turnac” vagy „Kvadrac”) . A kastély régi hengeres tornyának alaprajza a főtér kövezetében kőlapokból van kirakva, ezt a helyiek „rondelának” nevezik.[6]
  - A kastély földszinti részén helyezték el a nemzeti könyvtárat és olvasókört, melyet az illír mozgalom idejében 1845-ben alapítottak. Az Josip Mažuranić alapította olvasókör egykor jelentős szerepet játszott a város kulturális életében. Az alapító emlékére az óvárosban levő szülőházán 1988-ban emléktáblát avattak.[6]
  - A kastély második szintjén található a nemzeti múzeum, melyet az egykori püspökség által használt részben alakítottak ki. Az intézményt 1951. május 1-jén alapították Juraj Potočnjak tanár kezdeményezésére. Állandó kiállítása Novi és vidékének múltját, életét, szokásait mutatja be 1288-tól napjainkig. Különösen érdekes a néprajzi gyűjtemény, a régészeti és víz alatti régészeti kiállítás, a művészeti és fegyvergyűjtemény, valamint a Mažuranić emlékkiállítás.[6]
- Novi mellett találhatók Lopar egykori várának maradványai.[7] Vannak akik 3-4. századi római erőd falainak tartják, mások középkori várat látnak benne. Eredetét máig nem tudták teljesen tisztázni mert történeti források nem beszélnek róla. Legvalószínűbbnek az tűnik, hogy a Novi várának építése előtti helyi erődítmény maradványai állnak itt, melynek eredete a múlt ködébe vész. A II. világháború előtt a falak még elég jó állapotban voltak. Az ekkor készített fényképek szerint a vár ötszög alakú volt, melyet két robusztus négyszögletes torony, illetve az északi oldalon két kisebb torony védett. A várat 1598-ban Giovanni Bembo velencei hadai rombolták le. A falak ma is több helyen emeletnyi magasságban állnak.[6]
- A kikötő közelében a Glavica-félszigeten emelkedő Osap nevű magaslaton állnak a Frangepán Márton által a 15. században alapított pálos kolostor romjai és mellette Szűz Mária tiszteletére szentelt templom maradványai. Frangepán Márton azért hozatta ide a nép által csak „fehér barátoknak” hívott szerzeteseket, hogy az Osap hegyen kolostort és templomot építsenek. 1446. december 10-én kelt végrendeletében rendelkezik arról, hogy birtokot adományoz a Szűz Mária templom számára, tehát a templom ekkor már bizonyosan állt. A kolostornak egykor saját kikötője is volt, melyet a nép „fratarsaki porat”-nak azaz barátok kikötőjének nevezett. A kolostort és a templomot 1615-ben a velenceiek az uszkókok elleni hadjáratuk során lerombolták. Ezután még újjáépítették, de 1786-ban miután a császár feloszlatta a szerzetesrendeket a pálosoknak el kellett hagyniuk és az enyészet martaléka lett. A templomot egészen 1917-ig használták, ekkor azonban beszakadt a teteje és sorsára hagyták. Az egykori kolostor és templom területén alakították ki a ma is használatban levő novi temetőt.[8]
- A Szent Fülöp és Jakab plébániatemplomát[9] a 14. században építették háromhajós bazilikaként. Miután Kristóf modrusi püspök 1493-ban ide menekült püspöki székesegyház rangjára emelkedett. 1520-ban meghosszabbították és késő gótikus sokszögzáródású szentéllyel bővítették. Az évszám a nyugati falba bevésve látható. A szentély padlójában látható Kristóf modrusi püspök 1499-ben faragott sírkőlapja. A templomban több püspököt és kanonokot temettek el. A 17. században készültek a kórus fából faragott padjai és a főoltár képe a védőszentek alakjával. A 18. században bővítették és barokk stílusban építették át. A 20. század elején homlokzatát építették át, ekkor bontották le a bejáratnál álló harangtornyot. A mai 36 méter magas különálló, a város fölé magasodó harangtornyot 1909 és 1912 között építették V. Rauscher tervei szerint historikus stílusban. Legértékesebb műtárgyai az első mellékoltáron látható 15. századi fából faragott gótikus Madonna, két 15. századi ezüst relikvia és a 15. századi glagolita kódexek.[8]
- A mai harangtorony helyén építették fel 1551-ben a Szent Fábián és Szent Sebestyén vértanúk tiszteletére szentelt templomot, amelyet a legenda szerint a nép 24 óra alatt épített fel, hogy oltalmazza a halálos járványoktól, amelyek abban az időben gyakran pusztítottak. A templomnak 1656-ban a Frangepánok által adományozott antependiumot (oltárelő) a novi múzeumban őrzik.
- A kikötő feletti Sv. Trojice utcában áll a Szentháromság tiszteletére szentelt gótikus kápolna, mely a 15. század végén épült. Oltárát a helyi születésű Antun Mažuranić modrusi kanonok állíttatta a 18. század első felében. A kápolnában egyházi gyűjtemény látható, melynek legértékesebb darabjai az 1459-ben készített első novi breviárium, az 1474-ből származó misekönyv és az 1494-ből való második novi breviárium.[8]
- 205 méterre a parttól Novi előtt található a kis San Marino sziget. Egykor halászok lakták és máig fennmaradt Szent Marinus tiszteletére szentelt gótikus kápolnája, mely a sziget névadója.[10] A kápolna a 17–18. században egy régi ószláv templom alapjaira épült, melynek falait az ásatások során megtalálták. Előkerült egy a 3–4. századból származó Dalmatia helytartója, Flavius Julius Rufinus Sarmentius által emeltetett feliratos kő is Ilona császárné nevével. A kápolnát 1818-ban megújították.[8]
- A plébánia épülete az egykori püspöki rezidencia 1775-ben épült, a bejárat felett Kabalin püspök címere látható.
- A püspöki palota a 15. század közepén épült. Ide menekült Kristóf modrusi püspök 1493-ban a török elől, mely után ez volt a modrusi püspökök palotája. Ivan Ježić püspök újíttatta meg a 19. század első felében.
- A Kálvária kápolnái a Szent Kereszt tiszteletére szentelt főkápolnával 1860-ban készültek.
- A településtől keletre állnak Ledenice várának romjai, amely a Frangepánok birtoka volt.

## Kultúra
Novi Vinodolski farsangi szokásainak helyi neve Novljanski mesopust. A helyi karnevál folytonossága szisztematikusan nyomon követhető a 19. század közepétől egészen napjainkig . A farsangi szokások Novi Vinodolskiban a nagyböjt kezdete előtti három hétben zajlanak. Farsang idején a résztvevők farsangi felvonulásokkal foglalják el a város köztereit, melyekben minden lakos részt vehet.

## Híres emberek
Itt született 1814. augusztus 11-én Ivan Mažuranić író, költő, horvát bán.

## Galéria
- A Frangepán-kastély
- A plébániatemplom és a harangtorony
- A Szentháromság-kápolna
- A Mažuranić-ház
- A plébánia
- A püspöki rezidencia
- Látkép a Suha Ričina torkolatától
- A Mažuranić tér
- A Szent Marinus-kápolna
- A Szent Marinus-kápolna belseje

## Testvérvárosai
- Budapest XVI. kerülete, Magyarország